# Vu giáo
Vu giáo (chữ Hán: 巫敎) là một tín ngưỡng thời Xuân Thu (722-481) và Chiến Quốc (403-221). Chữ "vu" (巫) gồm chữ "công" (工) và hai chữ "nhân" (人), tượng trưng hai người đang nhảy múa cầu đảo.

## Lịch sử
Vào thời Xuân Thu, người ta gọi chung những người đồng cốt phù thủy là vu hích (巫覡). Vu hích là những người cổ đại cầu đảo thần minh giáng phúc, là người môi giới giữa con người và thần minh, cũng có thể thay mặt quốc gia mà cầu thần minh phù hộ.
Trong thời ban sơ của tôn giáo, vu hích chiếm địa vị quan trọng. Quan chế thời cổ có chức chúc, đó là chức quan phụ trách việc tế trời và cầu đảo thần minh, và vu chính là biệt danh của chúc. Người nam gọi là hịch, người nữ gọi là vu.
Thuyết Văn Giải Tự nói: «Vu, chúc dã» (Vu chính là chúc) và «Hịch năng trai túc sự thần minh dã, tại nam viết hịch, tại nữ viết vu» (Hịch trai giới cúc cung phụng sự thần minh, người nam gọi là hịch, người nữ gọi là vu).
Dần dần vu hích trở thành một tệ mê tín phổ biến trong dân gian, và lưu truyền tại Trung Quốc mấy ngàn năm mà không suy thoái.
Đời Thương là thời kỳ đỉnh thịnh của các vu hích. Vu giáo đã phát triển đến mức gần như một tôn giáo. Các vu hích trở thành "vu sử", giữ chức vụ trọng yếu trong triều đình, vừa có nhiệm vụ về tôn giáo (thông công với thần minh) vừa có nhiệm vụ chính trị. Một số nhân vật vu hích có tên tuổi được cổ tịch đề cập như Y Doãn (tức là A Hành) , Y Trắc (con trai của Y Doãn) , Vu Hàm và con trai là Vu Hiền , Cam Bàn .
Ngoài công việc chính yếu là bốc phệ, các vu hích dần dần bị phân hoá trên nhiều lãnh vực khác nhau như thiên văn, y học, tôn giáo, chính trị... Một số vu hích lại có nguyện vọng truy cầu sự khang kiện và trường thọ nên rất chú trọng đến y dược và luyện dưỡng. Những vu hích này dần dần tách biệt với vu giáo và hình thành một hệ thống độc lập và được gọi là phương sĩ. Phương pháp luyện dưỡng của họ được gọi là phương thuật, để khu biệt với vu thuật của các vu hích.